# Invernada da Polícia Militar
A Invernada da Polícia Militar ou  Invernada do Barro Branco ou  Invernada da Força Pública é uma enorme área com grande extensão verde localizada no distrito do Tucuruvi, Zona Norte da cidade brasileira de São Paulo. 
Além de sua função militar, a Invernada desempenha um papel crucial na conservação ambiental. A existência de uma passagem superior de fauna permite o trânsito seguro de animais silvestres entre o Parque Estadual Alberto Löfgren e o fragmento de mata da Invernada, minimizando os impactos da urbanização. Este aspecto ecológico é complementado por seu reconhecimento cultural: a Invernada foi tombada pelo CONPRESP por sua importância histórica e cultural, conforme formalizado pela Resolução 36/13.
O Complexo da Invernada do Barro Branco da Polícia Militar do Estado de São Paulo é uma vasta área que abrange 12 unidades da Polícia Militar: Centro de Suprimento e Manutenção de Material de Intendência (CSM/M Int), o Centro Integrado de Apoio Patrimonial (CIAP), a Academia de Polícia Militar do Barro Branco, a Associação dos Oficiais da Polícia Militar do Estado de São Paulo (AOPM), o Centro de Suprimento e Manutenção de Material de Telecomunicações (CSM/MTel), Estande de Tiro da Polícia Militar, e o Clube dos Oficiais, totalizando aproximadamente 1.213.605,06 m².

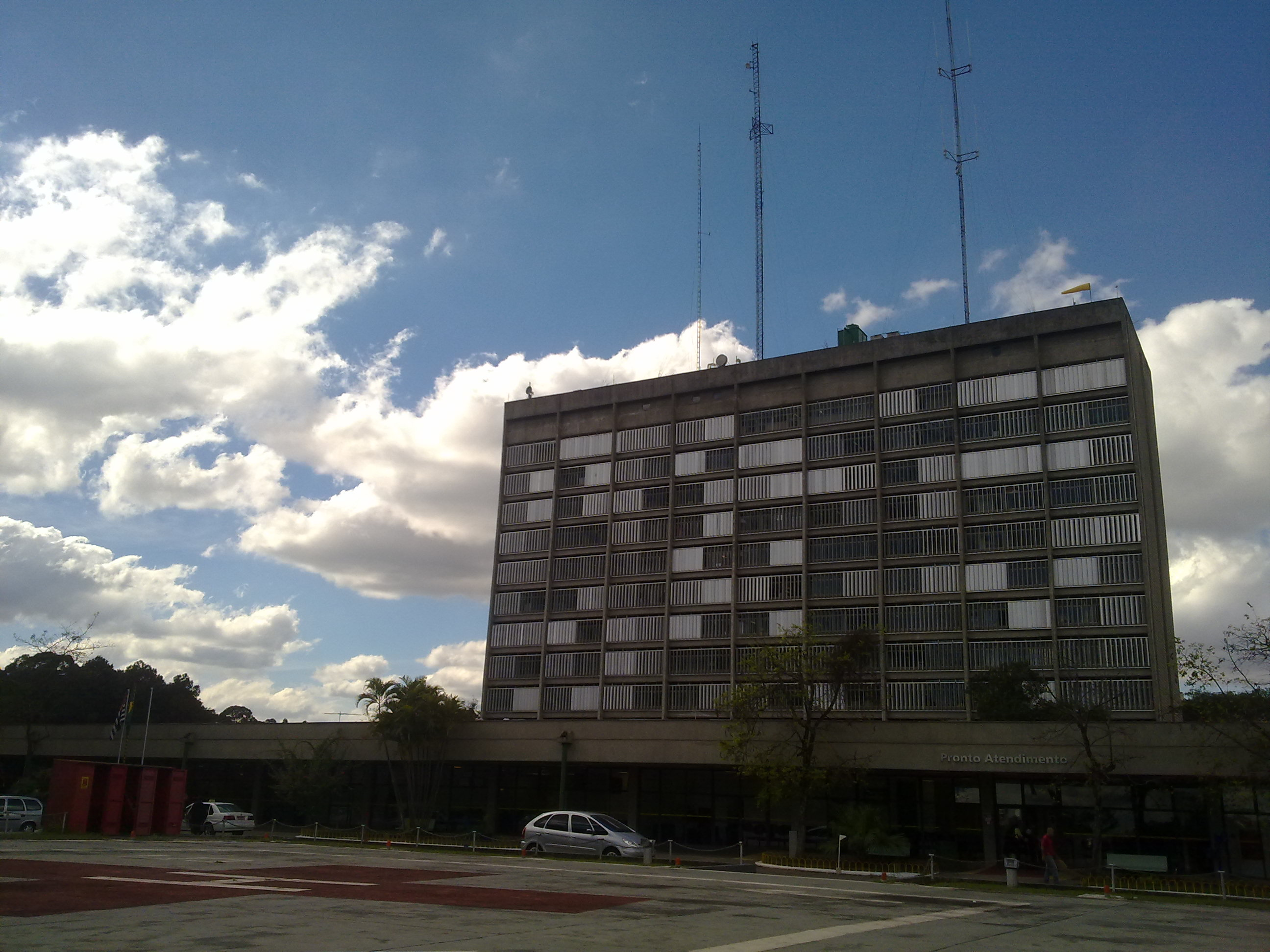
Hospital da PM

## História
A Polícia Militar chegou à zona norte da cidade de São Paulo em 1832, um ano depois de ser criada, inicialmente denominada Corpo de Guardas Municipais Voluntários a pé e a cavalo. De acordo a PM a invernada do Barro Branco era usada para engordar cavalos.
Nela estão a academia, o hospital, o presídio e o canil da PM, e até hoje é chamada nos mapas da cidade de Invernada da Força Pública. Na primeira metade do século 19, a polícia aquartelava-se numa ala do Convento do Carmo, junto à praça da Sé, na região central de São Paulo. A partir do início do século 20, a polícia intensificou suas atividades na zona norte, e em 1904, instalou um centro de treinamento de tiros na invernada. Em 1944, foi inaugurada a sede da academia.
Naquela época, a região era um arrabalde distante, acessível pelo trem da Cantareira. O último prédio inaugurado na área é o hospital da PM, em 1978. A tradição militar da zona norte remonta ao século 16, quando, na segunda metade do século, os jesuítas ergueram ali uma série de fortins para se protegerem dos índios hostis que habitavam o Vale do Paraíba.
Academia do Barro Branco
Em 27 de dezembro de 1910, a Lei nº 1.244 foi um marco para a história militar de São Paulo ao criar o Curso Especial de Instrução Militar, destinado a formar futuros comandantes.  Este curso fez de São Paulo o primeiro estado brasileiro a formar seus próprios oficiais, estabelecendo as bases para a futura Academia de Polícia Militar do Barro Branco como uma das mais antigas do mundo na formação de Oficiais de Polícia.
Inicialmente, o curso funcionava na Companhia Escola e, em 1912, tornou-se o Corpo Escola, ambos localizados no Quartel da Luz. Em 1921, a Escola de Oficiais ganhou sua própria sede na Avenida Tiradentes. A graduação de Aspirante-Oficial foi criada em 1917, exigindo um estágio probatório antes da promoção ao primeiro posto. Em 1925, o curso passou a aceitar civis, motivado pela necessidade de aumentar o efetivo e pela mobilização contra a Coluna Miguel Costa-Prestes. Em 1928, a estrutura foi reorganizada com a divisão do Corpo Escola em Batalhão Escola e Curso de Instrução Militar. Com a Revolução de 1930, uma nova reforma unificou essas unidades no Centro de Instrução Militar. Após 1932, o currículo foi novamente alterado, criando os cursos de Oficiais Combatentes e Administrativos. Em 1935, sob o comando do Coronel Milton Freitas Almeida, foi introduzido o Espadim Bandeirante e uniformes ao estilo napoleônico para reforçar as tradições francesas da academia.

A pedra fundamental do novo quartel no Barro Branco foi lançada em 24 de maio de 1940. A mudança definitiva para a nova sede ocorreu em dezembro de 1943, coincidindo com o início das obras da Academia Militar das Agulhas Negras, em Rezende/RJ. Em 1950, a instituição foi renomeada como Curso de Formação e Aperfeiçoamento, expandindo suas funções para incluir a formação e especialização de oficiais e praças. Com a descentralização do ensino em 1969, a academia passou a focar exclusivamente na formação de oficiais.  Finalmente, em 1978, a Academia de Polícia Militar do Barro Branco recebeu seu nome oficial, consolidando sua importância na formação militar em São Paulo.
Canil central da PM
O Canil Central da Polícia Militar do Estado de São Paulo foi inaugurado em setembro de 1950, com dois cães de origem argentina. A proximidade coma Serra da Cantareira em um espaço arborizado de 42.683 m², permite aos cães se sentirem livres no ambiente. Vivem no local 88 cães, incluindo Astor, Laika, Thor, Shelton, Marroni e Billy. Entre as raças estão labradores, rottweilers, bracos alemães, pastores alemães, dobermanns e pastores belgas, cada uma com características específicas para diferentes funções de policiamento.
Na sede do comando, trabalham 134 policiais adestradores, responsáveis por treinar diariamente a matilha para as funções de faro e policiamento, tarefas atribuídas ao cão a partir do perfil e, principalmente, da raça. Cada cão deve ter um adestrador; no entanto, como não há número suficiente de cães para a quantidade de policiais, o Canil está reformando o espaço de sua sede para aumentar a quantidade de animais.
Presídio Militar Romão Gomes
Conhecido como Barro Branco, o Presídio Militar Romão Gomes foi criado com a função de recolher policiais militares que cometeram crimes. Durante a ditadura militar, uma de suas alas foi destinada a presos políticos condenados pela Justiça Militar. Nesse período, o presídio se tornou palco de resistência e denúncia contra as atrocidades do regime. Em 1975, os presos do Barro Branco produziram o "Bagulhão", um documento contundente que denunciava as violências da ditadura. Subscrito por 35 presos e dirigido ao Conselho Federal da Ordem dos Advogados do Brasil, o documento relatava métodos e instrumentos de tortura, nomeava 233 torturadores, expunha os abusos da Justiça Militar e listava mortos e desaparecidos políticos.
Em 22 de julho de 1979, os presos do Barro Branco participaram da mobilização pela Anistia Ampla, Geral e Irrestrita, aderindo à greve de fome nacional dos presos políticos. A greve só foi interrompida quando o ditador João Figueiredo assinou a Lei da Anistia em agosto de 1979.
No ano de 2017 foi inaugurado um templo da Igreja Universal do Reino de Deus nas dependências do Presídio Militar, com capacidade para 300 pessoas. Durante as obras durante uma escavação para fundação do piso, foi achado documento valioso e histórico da construção do presídio.
Hospital da PM
1775-1798: O Hospital Militar estava inicialmente instalado em um salão da Ordem Terceira do Carmo. Em 1798, o Capitão-General Antônio Manoel Mello Castro e Mendonça ordenou a construção de um novo hospital militar.
1802-1811: A construção foi concluída através de um convênio com a Santa Casa de Misericórdia, sob a administração do Capitão-General Antônio José da Franca, governador da Capitania de São Paulo, reconhecido por sua visão e habilidades administrativas.
1893: O governo estadual autorizou a construção do Hospital da Força Pública, com projeto do engenheiro Francisco de Paula Ramos de Azevedo, que destacou a rápida evolução da ciência médica.
1896: O Hospital Militar estava localizado na rua General Flores, no Bom Retiro, com uma equipe médica composta por quatro médicos e 16 auxiliares. Nesse ano, pacientes com tuberculose foram transferidos para uma enfermaria especial em Jundiaí, que foi extinta em 1897.
A partir de 1897, os médicos passaram a ser regidos pelo regulamento do Hospital Militar, sem status militar, e o serviço de enfermagem foi atribuído às irmãs de caridade da Congregação da Imaculada Conceição.
1932-1936: O hospital desempenhou um papel crucial durante a Revolução Constitucionalista de 1932, atendendo tropas e, posteriormente, também presos do Carandiru.
1952: O Departamento Odontológico foi desmembrado do hospital, marcando uma das muitas mudanças ao longo dos anos.
Em 1964, foi decretada a autonomia das unidades do Serviço de Saúde, divididas em três: Serviço Médico, Serviço Farmacêutico e Serviço Odontológico. Dessa expansão surgiu a sugestão de um projeto para o novo Hospital da Força Pública, a ser instalado na Invernada. Apenas dois meses depois, a pedra fundamental do novo Hospital Militar do Barro Branco foi lançada, enfatizando a necessidade de dotá-lo de tecnologia capaz de fornecer aos militares um serviço de excelência, sendo finalmente inaugurado em 1978.
Centro de Reabilitação
Em 2004 foi criado o Centro de Reabilitação em um anexo ao Hospital para atender a necessidade de assistência diferenciada ao policial militar que sofreu algum tipo de lesão ortopédica e/ou neurológica. O CRPM oferece programas de reabilitação para que o policial possa retornar à atividade profissional ou adaptar-se a uma nova condição corporal, adquirir independência, além de recuperar a autoestima e voltar ao convívio social.
No total, há nove áreas médicas disponíveis: Fisiatria, Ortopedia, Fisioterapia, Fonoaudiologia, Psicologia, Nutrição, Terapia Ocupacional, Educação Física e Assistência Social. O prédio, de dois andares, está dividido em três grandes alas de tratamento: Fisioterapia Ortopédica, Fisioterapia Neurológica e Condicionamento Físico de Reabilitação. 

## Biodiversidade
Esta área é notável por sua rica vegetação, composta por florestas primárias e secundárias, além de talhões de Eucalyptus e Pinus, que abrigam um sub-bosque diversificado com espécies nativas e exóticas. A Invernada também é um importante reservatório de água, com 20 nascentes espalhadas por toda a sua extensão. A biodiversidade impressiona, com mais de uma centena de espécies de aves e diversas espécies de mamíferos, répteis, anfíbios e artrópodes, conforme documentado no Inventário da Fauna Silvestre do Complexo da Invernada do Barro Branco e Centro Médico da Polícia Militar do Estado de São Paulo, publicado no Boletim Interno nº 005/2019. Desde 2007, o Centro de Estudos Ornitológicos (CEO) realiza um levantamento da avifauna na área, começando pelo Centro Médico da Polícia Militar, uma das unidades militares do complexo. Conta com 161 espécies de fauna distribuídas em 59 famílias e 25 ordens taxonômicas.
Uma característica interessante da Invernada é a existência de uma passagem superior de fauna, que permite o trânsito seguro de animais silvestres entre o Parque Estadual Alberto Löfgren, conhecido como Horto Florestal, e o fragmento de mata da Invernada do Barro Branco. Esta passagem é crucial para minimizar os impactos negativos da urbanização, permitindo que a fauna arborícola se mova livremente entre essas áreas verdes, que são separadas por zonas urbanas.
Além de sua importância ecológica, a Invernada da Força Pública foi tombada por sua importância cultural pelo CONPRESP – Conselho Municipal de Preservação do Patrimônio Histórico, Cultural e Ambiental da Cidade de São Paulo. Este tombamento foi formalizado pela Resolução 36/13, reconhecendo o valor histórico e cultural do local.